# Georg Wenzeslaus von Knobelsdorff
Hans Georg Wenzeslaus von Knobelsdorff (17. února 1699, Kukadło – 16. září 1753, Berlín) byl německý architekt a malíř narozený na území dnešního Polska (tehdy Prusko). Stal se dvorním architektem Fridricha II. Velikého a tvůrcem toho, co dnes bývá nazýváno fridrichovské rokoko. Roku 1746 byl však Knobelsdorff Fridrichem zapuzen a jeho projekty dokončil Johann Boumann. K nejslavnějším patří letohrádek Sanssouci v Postupimi, postupimský palác (Potsdamer Stadtschloss), Palác prince Jindřicha v Berlíně (dnes hlavní budova Humboldtovy univerzity) či berlínská opera (Staatsoper Unter den Linden).